# Johann Joachim Winckelmann
Johann Joachim Winckelmann (Stendal, 9 de dezembro de 1717 — morreu perto de Trieste, 8 de junho de 1768) foi um historiador de arte e arqueólogo alemão. Winckelmann foi um helenista e o primeiro a estabelecer distinções entre arte grega, greco-romana e romana, o que seria decisivo para o surgimento e ascensão do neoclassicismo durante o século XVIII. Winckelmann foi também um dos fundadores da arqueologia científica moderna e foi o primeiro a aplicar de forma sistemática categorias de estilo à história da arte. É geralmente considerado o pai da história da arte.

## Biografia

### Início da vida
Winckelmann nasceu na pobreza em Stendal no Margraviato de Brandemburgo. Seu pai, Martin Winckelmann, trabalhava como sapateiro, enquanto sua mãe, Anna Maria Meyer, era filha de um tecelão. Os primeiros anos de Winckelmann foram cheios de dificuldades, mas seus interesses acadêmicos o impulsionaram. Mais tarde, em Roma, quando se tornara um famoso estudioso, escreveu: "Aqui se estraga; mas Deus me devia isso; na minha juventude sofri demais".
Winckelmann frequentou o Köllnisches Gymnasium em Berlim e o Altstädtisches Gymnasium em Salzwedel, e em 1738, com a idade de 21 anos, foi como estudante de teologia para a Universidade de Halle. No entanto, Winckelmann não era teólogo; ele havia se interessado por clássicos gregos em sua juventude, mas logo percebeu que os professores em Halle não podiam satisfazer seus interesses intelectuais neste campo. Ele, no entanto, dedicou-se em particular ao grego e seguiu as palestras de Alexander Gottlieb Baumgarten, que cunhou o termo "estética".
Com a intenção de se tornar médico, em 1740 Winckelmann frequentou aulas de medicina em Jena. Ele também ensinou idiomas. De 1743 a 1748, ele foi o vice-diretor do ginásio de Seehausen no Altmark, mas Winckelmann sentiu que o trabalho com crianças não era sua verdadeira vocação. Além disso, seus recursos eram insuficientes: seu salário era tão baixo que ele tinha que contar com os pais de seus alunos para refeições gratuitas. Assim, ele foi obrigado a aceitar uma tutoria perto de Magdeburgo.  Enquanto trabalhava como tutor para a poderosa família Lamprecht, ele se apaixonou não correspondido pelo belo filho Lamprecht.  Este foi um de uma série de tais amores ao longo de sua vida.  Seu entusiasmo pela forma masculina excitou a admiração crescente de Winckelmann pela antiga escultura grega e romana.

### Bibliotecário do Conde von Bünau
Em 1748, Winckelmann escreveu ao conde Heinrich von Bünau: "[O] valor é atribuído à literatura grega, à qual me dediquei até onde pude penetrar, quando os bons livros são tão escassos e caros". No mesmo ano, Winckelmann foi nomeado secretário da biblioteca de von Bünau em Nöthnitz, perto de Dresden. A biblioteca continha cerca de 40 000 volumes. Winckelmann havia lido Homero, Heródoto, Sófocles, Xenofonte e Platão, mas encontrou em Nöthnitz as obras de escritores iluministas famosos como Voltaire e Montesquieu. Deixar para trás a atmosfera espartana da Prússia foi um grande alívio para Winckelmann. Seu principal dever envolvia ajudar von Bünau a escrever um livro sobre o Sacro Império Romano-Germânico e ajudar a coletar material para ele; durante este período, ele fez várias visitas à coleção de antiguidades em Dresden, mas sua descrição de suas melhores pinturas permaneceu inacabada. Os tesouros ali, no entanto, despertaram em Winckelmann um intenso interesse pela arte, que foi aprofundado por sua associação com vários artistas, particularmente o pintor Adam Friedrich Oeser (1717-1799) – futuro amigo e influência de Johann Wolfgang von Goethe – que incentivou Winckelmann em seus estudos estéticos. (Winckelmann posteriormente exerceu uma poderosa influência sobre Goethe.)
Em 1755, Winckelmann publicou seu Gedanken über die Nachahmung der griechischen Werke in der Malerei und Bildhauerkunst ("Pensamentos sobre a imitação de obras gregas em pintura e escultura"), seguido de um ataque simulado à obra e uma defesa de seus princípios, ostensivamente por um crítico imparcial. O Gedanken contém a primeira afirmação das doutrinas que ele depois desenvolveu, o ideal de "nobre simplicidade e grandeza silenciosa" (edle Einfalt und stille Größe) e a afirmação definitiva, "[a] única maneira de nos tornarmos grandes, talvez inimitáveis, é imitando os antigos". A obra conquistou calorosa admiração não só pelas ideias que continha, mas por seu estilo literário. Tornou Winckelmann famoso, e foi reimpresso várias vezes e logo traduzido para o francês. Na Inglaterra, as opiniões de Winckelmann suscitaram discussões nas décadas de 1760 e 1770, embora limitadas aos círculos artísticos: a tradução inglesa de Henry Fuseli, intitulada Reflections on the Painting and Sculpture of the Greeks, foi publicada em 1765 e reimpressa com correções em 1767.

### Roma
Em 1751, o núncio papal na Saxônia, Alberico Archinto, visitou Nöthnitz e ficou muito impressionado com Winckelmann. Em 1754, Winckelmann converteu-se à Igreja Católica Romana. Goethe concluiu que Winckelmann era um pagão, enquanto Gerhard Gietmann afirmou que Winckelmann "morreu um católico devoto e sincero"; de qualquer forma, sua conversão acabou abrindo as portas da biblioteca papal para ele. Com a força do Gedanken über die Nachahmung der Griechischen Werke, Augusto III, rei da Polônia e eleitor da Saxônia, concedeu-lhe uma pensão de 200 thalers, para que ele pudesse continuar seus estudos em Roma.
Winckelmann chegou a Roma em novembro de 1755. Sua primeira tarefa lá foi descrever as estátuas no Cortile del Belvedere - o Belvedere de Apolo, o Laocoön, o chamado Antinous e o Belvedere Torso - que representavam para ele a "perfeição máxima da escultura antiga".
Originalmente, Winckelmann planejava ficar na Itália apenas dois anos com a ajuda da concessão de Dresden, mas a eclosão da Guerra dos Sete Anos (1756-1763) mudou seus planos. Ele foi nomeado bibliotecário do cardeal Passionei, que ficou impressionado com a bela escrita grega de Winckelmann e mostrou-lhe muita bondade. Winckelmann também se tornou bibliotecário de Alberico Archinto, que retornou a Roma e se tornou cardeal Archinto. Após a morte dos dois cardeais, Winckelmann foi contratado como bibliotecário na casa do cardeal Alessandro Albani, que estava formando sua magnífica coleção de antiguidades na villa de Porta Salaria.
Com a ajuda de seu novo amigo, o pintor Anton Raphael Mengs (1728-79), com quem viveu pela primeira vez em Roma, Winckelmann dedicou-se ao estudo das antiguidades romanas e gradualmente adquiriu um conhecimento incomparável da arte antiga.  O método de observação cuidadosa de Winckelmann permitiu-lhe identificar cópias romanas da arte grega, algo que era incomum naquela época - a cultura romana era considerada a realização final da Antiguidade. Seu amigo Mengs tornou-se o canal através do qual as ideias de Winckelmann foram realizadas na arte e se espalharam pela Europa. ("A única maneira de nos tornarmos grandes, sim, inimitáveis, se for possível, é a imitação dos gregos", declarou Winckelmann no Gedanken. Com imitação não quis dizer cópia servil: "... o que é imitado, se tratado com razão, pode assumir outra natureza, por assim dizer, e tornar-se própria"). Artistas neoclássicos tentaram reviver o espírito, bem como as formas da Grécia e Roma antigas. A contribuição de Mengs nisso foi considerável – ele foi amplamente considerado como o maior pintor vivo de sua época. O pintor francês Jacques-Louis David conheceu Mengs em Roma (1775-80) e foi introduzido através dele às teorias artísticas de Winckelmann. Antes, em Roma, Winckelmann conheceu o arquiteto escocês Robert Adam, a quem influenciou para se tornar um dos principais defensores do neoclassicismo na arquitetura.  Os ideais de Winckelmann foram mais tarde popularizados na Inglaterra através das reproduções da fábrica "Etruria" de Josiah Wedgwood (1782).
Em 1760, apareceu a Description des pierres gravées du feu Baron de Stosch [Descrição das pedras preciosas incisadas do falecido Barão de Stosch], de Winckelmann, seguida em 1762 por seu Anmerkungen über die Baukunst der Alten ("Observações sobre a Arquitetura dos Antigos"), que incluía um relato dos templos de Paestum. Em 1758 e 1762, ele visitou Nápoles para observar as escavações arqueológicas que estavam sendo realizadas em Pompeia e Herculano.  "Apesar de sua associação com Albani, Winckelmann se afastou do mundo obscuro do trato da arte que havia comprometido a respeitabilidade acadêmica de antiquários tão brilhantes, embora muito menos sistemáticos, como Francesco Ficoroni e o Barão Stosch."  A pobreza de Winckelmann pode ter desempenhado um papel: o comércio de antiguidades era um jogo caro e especulativo. Em 1763, com a defesa de Albani, foi nomeado prefeito de antiguidades do papa Clemente XIII.
A partir de 1763, enquanto mantinha sua posição com Albani, Winckelmann trabalhou como prefeito de antiguidades (Prefetto delle Antichità) e scriptor (Scriptor linguae teutonicae) do Vaticano. Winckelmann visitou Nápoles novamente, em 1765 e 1767, e escreveu para uso do príncipe eleitoral e da princesa da Saxônia seu Briefe an Bianconi, que foram publicados, onze anos após sua morte, na Antologia romana. 
Winckelmann contribuiu com vários ensaios para a Bibliothek der schönen Wissenschaften; e, em 1766, publicou sua Versuch einer Allegorie. De muito maior importância foi a obra intitulada Monumenti antichi inediti ("Monumentos inéditos da antiguidade", 1767-1768), prefaciada por um Trattato preliminare, que apresentava um esboço geral da história da arte. As placas deste trabalho são representações de objetos que foram falsamente explicados ou não explicados. As explicações de Winckelmann foram de enorme utilidade para a futura ciência da arqueologia, mostrando através do método observacional que as fontes finais de inspiração de muitas obras de arte supostamente ligadas à história romana foram encontradas em Homero.

### Obra-prima
A obra-prima de Winckelmann, a Geschichte der Kunst des Alterthums ("A História da Arte na Antiguidade"), publicada em 1764, logo foi reconhecida como uma contribuição permanente para a literatura europeia. Nesta obra, "a conquista mais significativa e duradoura de Winckelmann foi produzir um relato cronológico completo, abrangente e lúcido de toda a arte antiga – incluindo a dos egípcios e etruscos".  Esta foi a primeira obra a definir na arte de uma civilização um crescimento orgânico, maturidade e declínio. Aqui, incluiu a história reveladora contada pela arte e artefatos de uma civilização – estes, se olharmos de perto, nos contam sua própria história de fatores culturais, como clima, liberdade e artesanato. Winckelmann apresenta tanto a história da arte grega quanto da Grécia. Ele apresenta um quadro brilhante das condições políticas, sociais e intelectuais que ele acreditava que tendiam a fomentar a atividade criativa na Grécia antiga.
A ideia fundamental das teorias artísticas de Winckelmann é que o objetivo da arte é a beleza, e que esse objetivo só pode ser alcançado quando as características individuais e características estão estritamente subordinadas ao esquema geral de um artista. O verdadeiro artista, selecionando da natureza os fenômenos adequados ao seu propósito e combinando-os através do exercício de sua imaginação, cria um tipo ideal no qual proporções normais são mantidas, e partes particulares, como músculos e veias, não são permitidas para quebrar a harmonia dos contornos gerais.

### Morte
Em 1768, Winckelmann viajou para o norte sobre os Alpes, mas o Tirol o deprimiu e ele decidiu retornar à Itália. No entanto, seu amigo, o escultor e restaurador Bartolomeo Cavaceppi conseguiu convencê-lo a viajar para Munique e Viena, onde foi recebido com honra por Maria Teresa. No caminho de volta, ele foi assassinado em Trieste em 8 de junho de 1768, em uma cama de hotel por um companheiro de viagem, um homem chamado Francesco Arcangeli. O verdadeiro motivo do assassinato não é conhecido. Uma hipótese é que as medalhas dadas a Winckelmann pela imperatriz Maria Teresa foram o motivo, mas não foram roubadas após o crime. Outra possibilidade é que Arcangeli tenha matado Winckelmann por causa de avanços homossexuais, embora Winckelmann tenha pensado que Arcangeli era apenas "un uomo di poco conto" ("um homem de pouca conta"). Arcangeli foi executado um mês depois ao quebrar a roda do lado de fora do hotel em que ambos estavam hospedados.
Winckelmann foi enterrado no adro da Catedral de Trieste. Domenico Rossetti De Scander e Cesare Pagnini documentaram a última semana de vida de Winckelmann; Heinrich Alexander Stoll traduziu o documento italiano, o chamado "Mordakte Winckelmann", para o alemão.

## Crítica e influência
Os escritos de Winckelmann são fundamentais para entender a descoberta moderna europeia da Grécia antiga (às vezes idealizada), o neoclassicismo e a doutrina da arte como imitação (Nachahmung). O caráter mimético da arte que imita, mas não simplesmente cópia, como Winckelmann reafirmou, é central para qualquer interpretação do idealismo clássico iluminista. Winckelmann está em um estágio inicial da transformação do gosto no final do século 18.

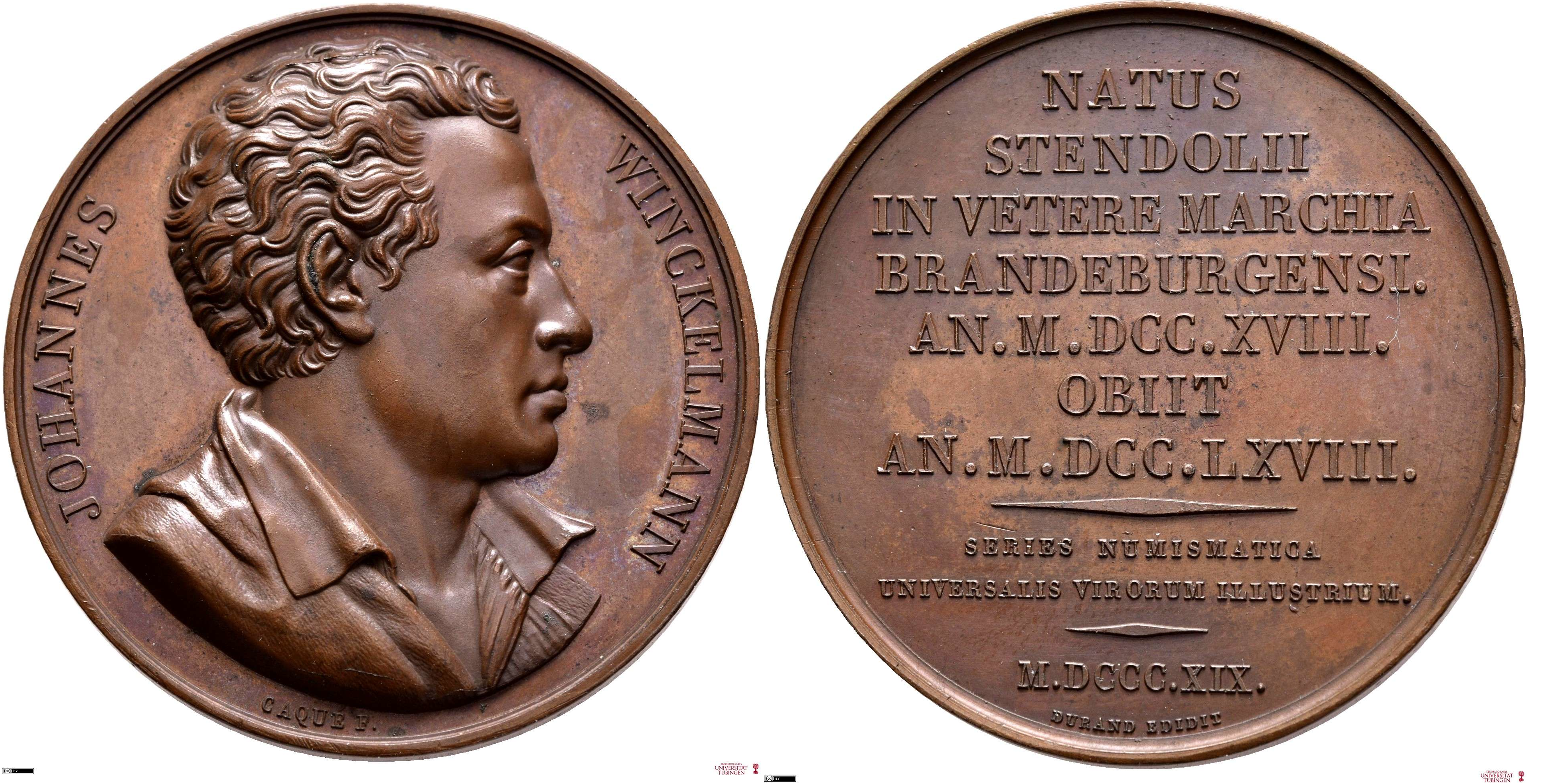
Medalha Johann Joachim Winckelmann 1819

O estudo de Winckelmann Sendschreiben von den Herculanischen Entdeckungen ("Carta sobre as Descobertas em Herculano") foi publicado em 1762, e dois anos depois Nachrichten von den neuesten Herculanischen Entdeckungen ("Relatório sobre as Últimas Descobertas em Herculano"). A partir deles, os estudiosos obtiveram suas primeiras informações reais sobre as escavações em Pompeia.
Sua principal obra, Geschichte der Kunst des Alterthums (1764, "A História da Arte Antiga"), influenciou profundamente as visões contemporâneas da superioridade da arte grega. Foi traduzido para o francês em 1766 e mais tarde para o inglês e italiano. Entre outros, Gotthold Ephraim Lessing baseou muitas das ideias em seu Laocoön (1766) nas visões de Winckelmann sobre harmonia e expressão nas artes visuais.

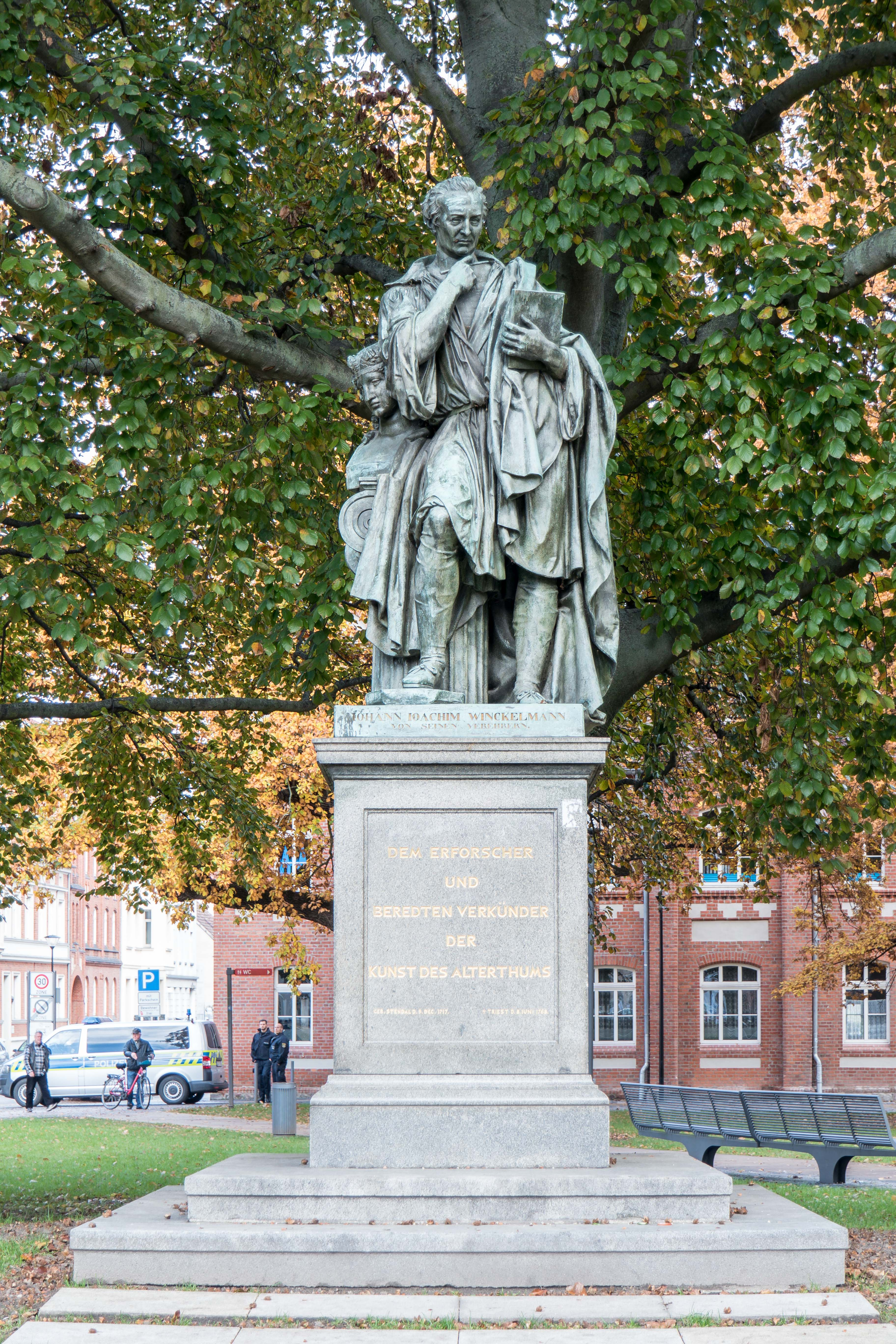
Estátua de Winckelmann, Winckelmannplatz, Stendal, Alemanha

Nas partes históricas de seus escritos, Winckelmann usou não apenas as obras de arte que ele mesmo havia estudado, mas os avisos dispersos sobre o assunto que podem ser encontrados em escritores antigos; e seu amplo conhecimento e imaginação ativa permitiram-lhe oferecer muitas sugestões frutíferas sobre períodos sobre os quais ele tinha pouca informação direta. Às obras de arte ainda existentes, ele aplicou um minucioso escrutínio empírico. Muitas de suas conclusões, baseadas em evidências inadequadas de cópias romanas, seriam modificadas ou revertidas por pesquisadores subsequentes. No entanto, o fervoroso entusiasmo descritivo de passagens de sua obra, seu estilo forte e ao mesmo tempo gracioso e suas descrições vívidas de obras de arte lhe deram um apelo mais imediato. Marcou uma época ao indicar o espírito com que o estudo da arte grega e da civilização antiga deveria ser abordado, e os métodos pelos quais os investigadores poderiam esperar alcançar resultados sólidos. Para os contemporâneos de Winckelmann, veio como uma revelação, e exerceu uma profunda influência sobre as melhores mentes da época. Foi lido com intenso interesse por Lessing, que encontrou na primeira das obras de Winckelmann o ponto de partida para seu Laocoön, e por Herder, Goethe e Kant.
A posição histórica de Winckelmann é melhor ilustrada pelas inúmeras homenagens que recebeu após sua morte. Uma delas é uma medalha publicada em uma série de medalhas francesas para homens ilustres conquistados em 1819.
Hoje, o Instituto Winckelmann da Universidade Humboldt de Berlim dedica-se ao estudo da arqueologia clássica.

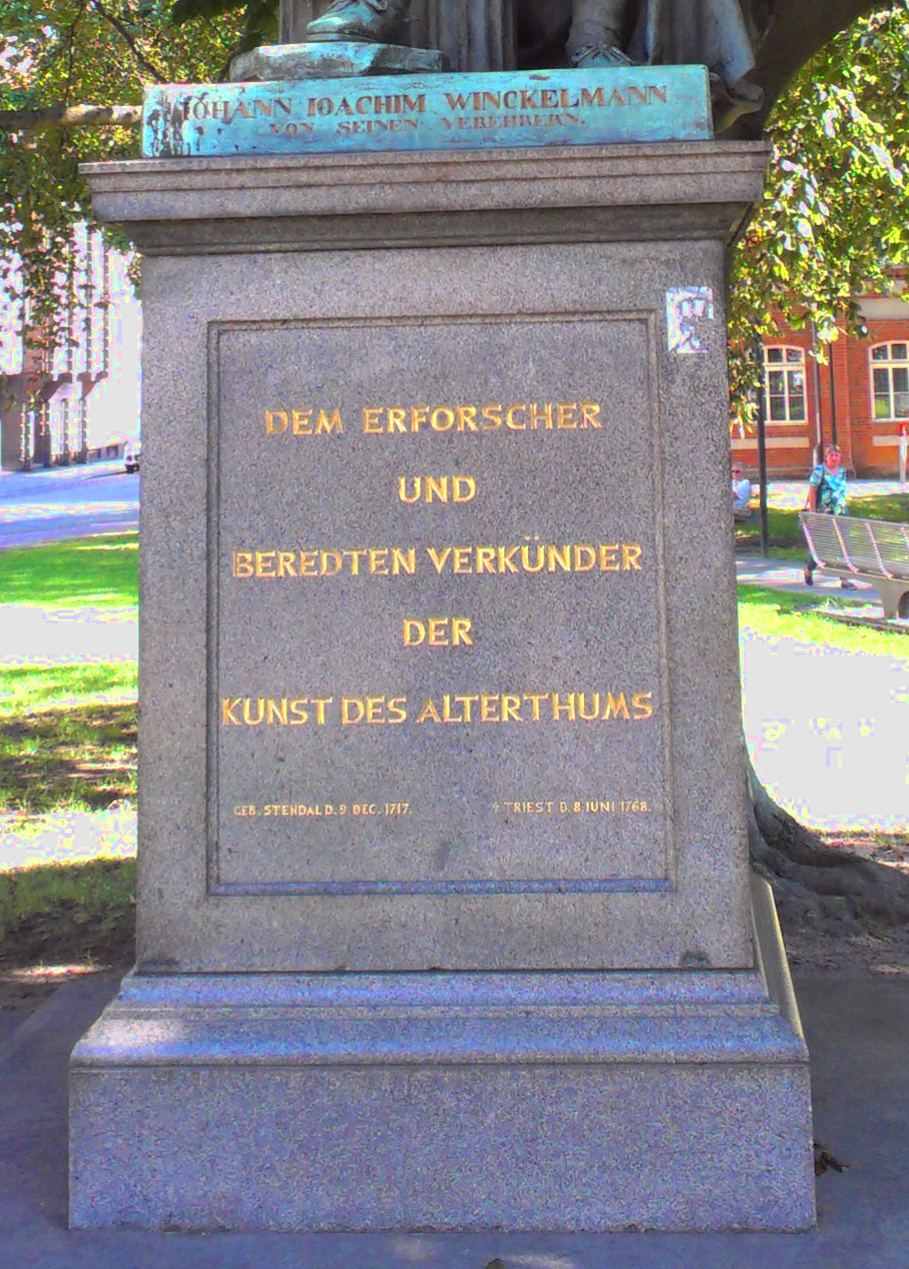
Pedestal of Winckelmann statue, Winckelmannplatz, Stendal, Germany

## Trabalhos

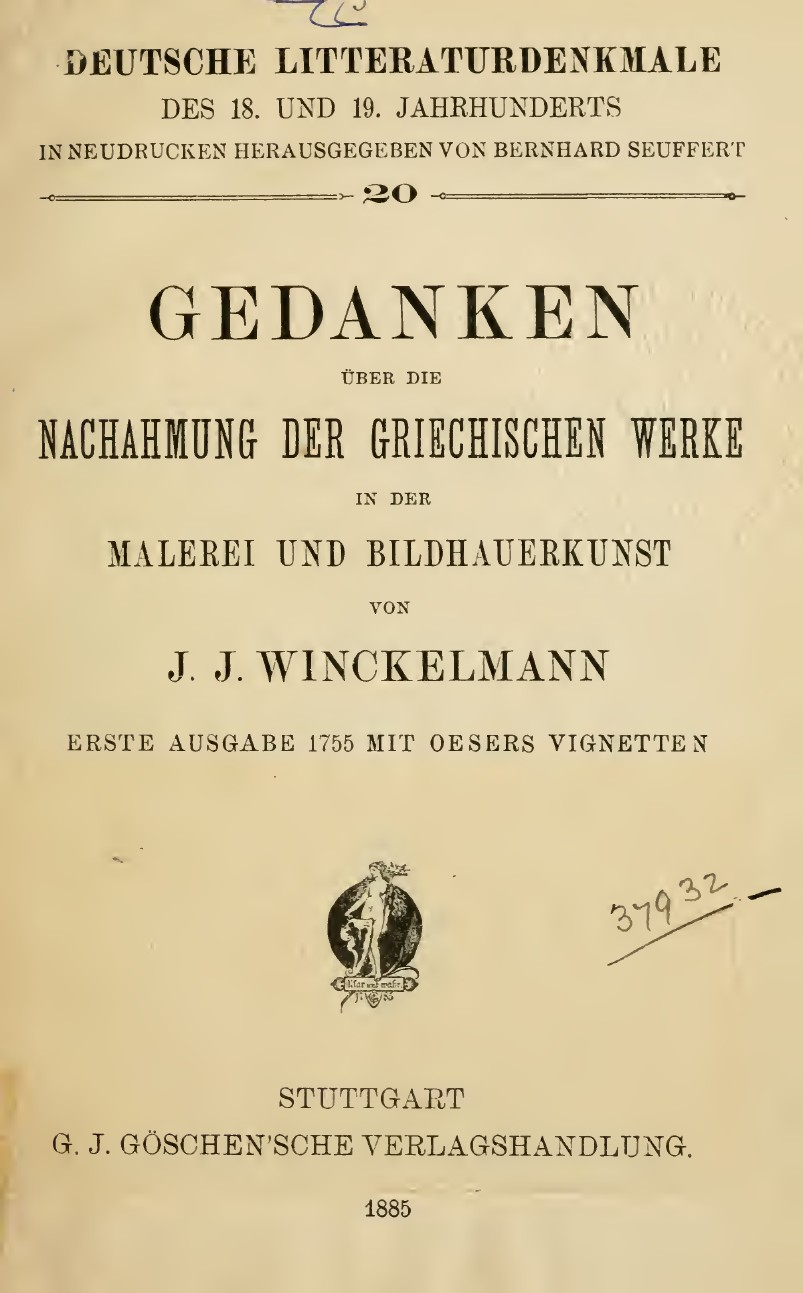
Gedanken über die nachahmung der griechischen Werke in der Malerei und Bildhauerkunst (1885)

As edições mais acessíveis de obras selecionadas, em formas condensadas, são David Irwin, Winckelmann: Selected Writings on Art (Londres: Phaidon) 1972, e David Carter, Johann Joachim Winckelmann on Art, Architecture, and Archaeology (Camden House) 2013, e a edição crítica é Walther Rehm e Hellmut Sichtermann  [de], eds., Kleine Schriften , Vorreden, Entwürfe (Berlim), 1968.
1. Gedanken über die Nachahmung der griechischen Werke in der Malerei und Bildhauerkunst ("Pensamentos sobre a imitação de obras gregas em pintura e escultura"), seguido por um ataque fingido à obra e uma defesa de seus princípios, nominalmente por um crítico imparcial.[11] (Primeira edição de apenas 50 exemplares 1755, 2ª ed. 1756)
2. Description des pierres gravées du feu Baron de Stosch (1760).
3. Anmerkungen über die Baukunst der Alten ("Observações sobre a Arquitetura dos Antigos"), incluindo um relato dos templos de Paestum (1762)
4. Sendschreiben von den Herculanischen Entdeckungen ("Carta sobre as descobertas em Herculano") (1762).
5. ("Essay on the Beautiful in Art") (1763), um ensaio epistolar dirigido a Friedrich Rudolph von Berg.
6. "Nachrichten von den neuesten Herculanischen Entdeckungen" ("Relatório sobre as últimas descobertas herculanas") (1764).
7. Geschichte der Kunst des Alterthums ("História da Arte Antiga") (1764).[13]
8. Versuch einer Allegorie ("Tentativa de uma alegoria") (1766), que, embora contenha os resultados de muito pensamento e leitura, não é concebido com um espírito completamente crítico.
9. Monumenti antichi inediti (1767–1768), prefaciado por um Trattato preliminare, apresentando um esboço geral da história da arte. As placas neste trabalho são representações de objetos que foram falsamente explicados ou não explicados.
10. Briefe an Bianconi ("Cartas a Bianconi"), que foram publicadas onze anos após sua morte, na Antologia Romana.